# Raión de Reni
El raión de Reni (ucraniano: Ренійський район Reniys'kiy raion) es un raión de Ucrania. Está ubicado en el sudoeste de la óblast de Odesa, en la región de Budjak. Su centro administrativo es la ciudad de Reni. La población del distrito llegaba a 40.680 habitantes en el censo de 2001, de los cuales: 49% era de etnia moldava, 18% ucraniana, 15% rusa, 8,5% búlgara y 8% gagaúza.
Es un raión de pequeño tamaño, que únicamente comprende la ciudad de Reni y siete pueblos: Dolyns'ke, Kotlovyna, Lymanske, Nahirne, Novosilske, Orlivka y Plavni. Cada una de las ocho localidades tiene su propio ayuntamiento.

## Localización
| Noroeste: Raión de Cahul ( Moldavia)   | Norte: Gagauzia ( Moldavia)       | Noreste: Raión de Bolhrad |
| Oeste: Județ de Tulcea · ( Rumania)    |                                   | Este: Raión de Izmail     |
| Suroeste: Județ de Tulcea · ( Rumania) | Sur: Județ de Tulcea · ( Rumania) | Sureste: Raión de Izmail  |